# Ister–Granum Eurorégió
Az Ister–Granum Eurorégió egy határmenti együttműködés (eurorégió), százkét település önkormányzati társulása, az Ister–Granum EGTC elődje volt. A 2001-ben újjáépült Mária Valéria híd lehetővé tette egy kisrégió megalakulását. Ezzel Esztergom visszanyerte a vonzáskörzetének északi részét is, amit Trianon után elvesztett. Központja 2008-tól a Bottyán János utcában, a régi vármegyeház épületében volt. A régió közgyűlése 2009. május 14-én mondta ki a feloszlatását, mivel az eurorégiót felváltotta a sokkal szorosabb Ister–Granum EGTC együttműködés.

## Fekvése
A magyar–szlovák határon feküdt. Területe meghaladta a 2200 km²-t. Kétharmada Magyarországhoz, egyharmada pedig Szlovákiához tartozott, nagyjából Esztergom 25-35 kilométeres körzetében. Lakossága 220 000 fő volt. Központja Esztergom, aminek egyre erősödött regionális szerepe az újjáépült híd révén.

## Nevének eredete
Az Ister a Duna római kori latin neve, a Granum pedig a Garamé. A latin név nem csak a közös európai kulturális örökségre utal. Esztergom neve is a földrajzi helyzetére utaló két folyónévből keletkezett. Így az elnevezés egyszerre jelöli a kisrégió arculatát meghatározó két folyó völgyét és a régióközpontot.

## Története

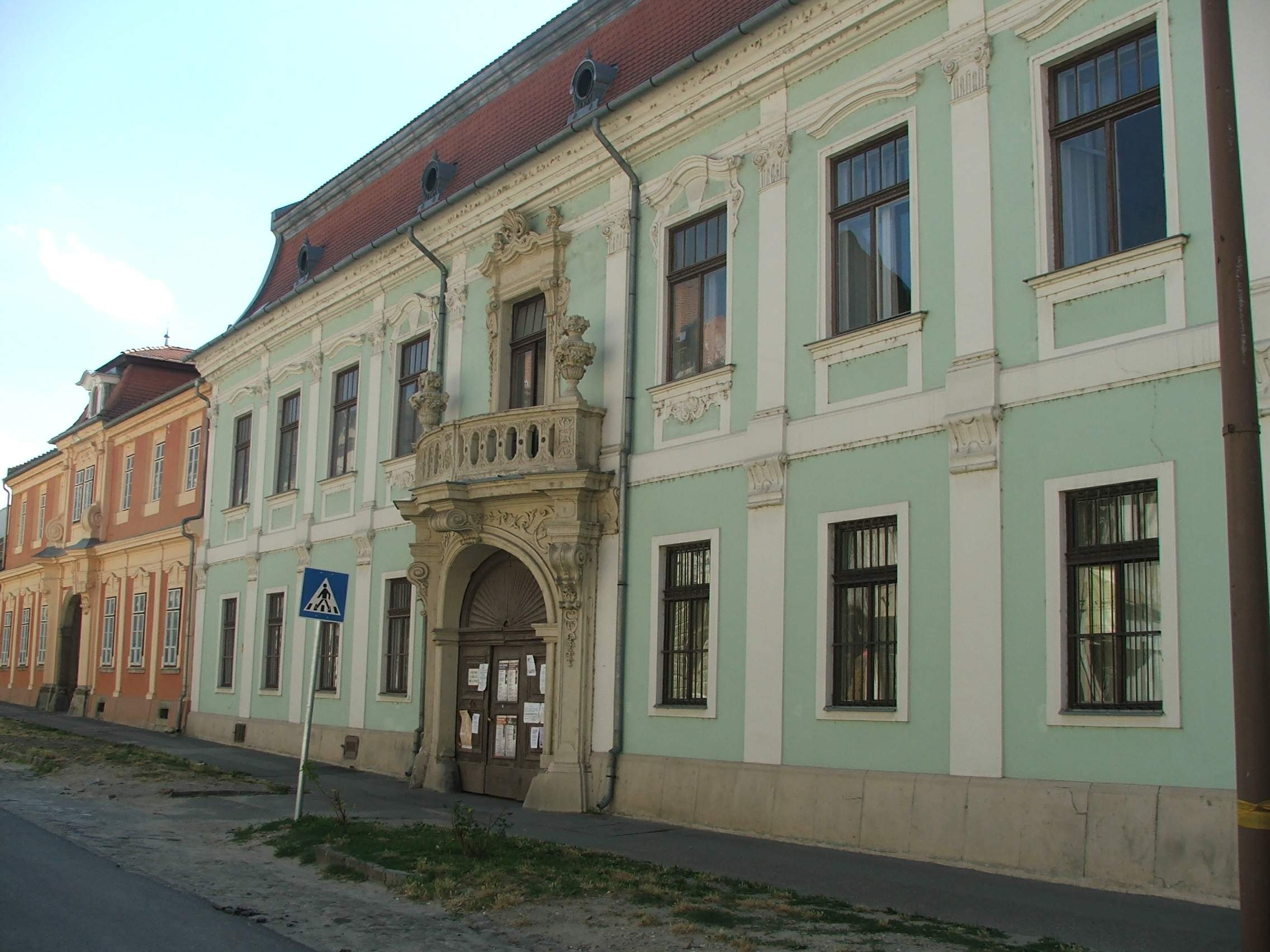
A régi vármegyeháza ad otthont a régióközpontnak

2000. október 13-án kötöttek együttműködési megállapodást az Esztergom és Nyergesújfalu Kistérségi Területfejlesztési Társulás, a Párkányi Déli Régió, valamint Tokod és Tokodaltáró.
Az együttműködéshez azóta több tucat település csatlakozott, amely 2003. november 17-e óta hivatalos, intézményesített formában mint eurorégió működik. Szervezeti struktúrája 2004-ben nyerte végleges formáját. A magyarországi településeket az Ister–Granum Önkormányzati Társulás fogja össze, a szlovákiai települések pedig a Déli Régió Önkormányzati Társulásba tömörülnek. A két társulást együttműködési megállapodás kapcsolja össze.
A régió 2005 szeptemberében az Európai Parlamentben mutatta be fejlesztési stratégiáját, amelynek megvalósítása 2006-ban meg is kezdődött. Az eurorégió fejlesztésére elnyert pályázati támogatások összege megközelíti a hárommillió eurót. A települések főleg kulturális, közlekedés-fejlesztési (két új Ipoly-híd építése) és egészségügyi téren működnek együtt.
A kisrégió a 2007-2013-as EU-s költségvetési időszakban mintegy 30 millió euró értékű beruházást tervezett megvalósítani. A tizennégy project tartalmazza egy regionális borút és egy regionális idegenforgalmi tájékoztató rendszer kiépítését, valamint az egészségügy és a katasztrófaelhárítás integrálását.
A Ister–Granum Eurorégió Fejlesztési Ügynökség Kht. kezdetben az esztergomi városháza épületében működött. Miután az önkormányzat megvásárolta az egykori zsinagógát, oda költözött át az intézmény. 2008 januárjában a régi vármegyeházába került a régió központja.
2009. május 14-én, egy párkányi ülésén mondta ki a közgyűlés a régió megszűnését, mivel az eurorégiós formát az azonos nevű EGTC (European Grouping for Territorial Cooperation) váltotta fel, ami sokkal szorosabb együttműködést tesz lehetővé, illetve ebben a formában a társulás tud intézményeket fenntartani.

## A régióhoz tartozó települések
A szlovákiai települések dőlt betűvel
- Annavölgy
- Bajna, Bajót, Bajta, Bart, Bátorkeszi, Bernecebaráti, Béla, Bény, Búcs
- Csata, Csolnok, Csobánka, Csúz
- Dág,  Dorog, Dömös, Dunabogdány, Dunamocs, Dunaradvány
- Ebed, Epöl, Érsekkéty, Esztergom
- Farnad, Fűr
- Garamkövesd, Garampáld, Garamsalló
- Helemba
- Ipolybél, Ipolydamásd, Ipolypásztó, Ipolyszakállos,Ipolyszalka, Ipolytölgyes
- Karva, Kéménd, Kemence, Kesztölc, Kismaros, Kisoroszi, Kisölved, Kisújfalu, Kicsind, Kiskeszi, Kisgyarmat, Kóspallag, Köbölkút, Kőhídgyarmat, Kural, Kürt
- Lekér, Lontó, Leléd, Libád, Lábatlan, Leányfalu, Leányvár, Letkés
- Máriahalom, Márianosztra, Mogyorósbánya, Muzsla
- Nagybörzsöny, Nagymaros, Nagyölved, Nagysáp, Nána, Nyergesújfalu, Nyírágó
- Oroszka
- Párkány, Perőcsény, Peszektergenye, Piliscsaba, Piliscsév, Pilisjászfalu, Pilismarót, Pilisszántó, Pilisszentkereszt, Pilisszentlászló
- Sárisáp, Sárkányfalva, Szete, Süttő, Szob, Szokolya, Szőgyén
- Tahitótfalu, Tát, Tésa, Tinnye, Tokod, Tokodaltáró
- Úny
- Vámosmikola, Verőce, Visegrád
- Zalaba, Zebegény, Zselíz

## A közgyűlés
A régió vezető testülete. A közgyűlés az eurorégió legfontosabb döntéshozó szerve. Tagjai a települések polgármesterei, akik településük nagyságától függetlenül egyenlő szavazati joggal rendelkeznek. A Közgyűlés munkáját előkészítik a szakbizottságok és az elnökség előterjesztései, amelyekre vonatkozóan a közgyűlés hoz végső döntést. A közgyűlés minden második hónap első szerdáján ülésezik Esztergomban.

## Bizottságok
A nyolc szakmai bizottság hivatott az Eurorégió fejlesztési terveinek szakmai előmozdítására. Tagjai olyan, országos kitekintéssel rendelkező szakemberek, akik valamilyen módon kötődnek az Eurorégióhoz, származásuk vagy pályafutásuk egy szakasza révén közelebbről ismerik a térséget és szívesen vesznek részt venni a jövő elképzeléseinek kidolgozásában.
A bizottsági elnökök közül négy szlovák és négy magyar polgármester, akik a közgyűlés előtt rendszeresen számot adnak a bizottságban folyó munkáról. A szakbizottságok tagjai nem tagjai ugyan a közgyűlésnek, de egy-egy témára vonatkozó előterjesztésénél meghívott vendégként gyakran részt vesznek a közgyűlésen.

## Regionális funkciót betöltő intézmények, szervezetek
A legnagyobb előrelépések a régió életre hívása óta az egészségügy területén történtek. A regionális kórház szerepét az esztergomi Vaszary Kolos Kórház látja el. Mivel a szlovák oldalon a legközelebbi kórház Érsekújvárban található, az esztergomi kórház fogadja a szlovákiai települések lakóit is, illetve sok szlovákiai nővér dolgozik a kórházban.
A régió újsága a Hídlap volt, amit több településen becsületkasszás módszerrel is meg lehetett vásárolni.
A régiónak 2004-ben saját borrendje alakult, a Vinum Ister–Granum Regionis Borlovagrend. A tagok ruházata  az  egykori Esztergom Vármegye főtisztviselői díszruháját mintázza.
2007-ben a párkányi helyi televízió és az Esztergom Televízió lerakták egy regionális tévécsatorna alapjait.